# Borne de la Terre sacrée
(Gaston Deblaize)
I Borne de la Terre sacrée (in it. Pietra di Terra consacrata) sono sei monumenti ideati e scolpiti dallo scultore e ex soldato francese Gaston Deblaize (1895-1935) in onore dei caduti della prima guerra mondiale. Cinque dei sei dei Borne de la Terre sacrée si trovano in Francia e uno negli Stati Uniti e sono:
| Comune            | Luogo                           | Regione/Stato            | Inaugurazione     |
| ----------------- | ------------------------------- | ------------------------ | ----------------- |
| Arlington         | Cimitero nazionale di Arlington | Stati Uniti              | 21 marzo 1929     |
| Parigi            | Hôtel des Invalides             | Île-de-France            | 12 dicembre 1929  |
| Quiberon          | isola di Guernic                | Bretagna                 | 23 agosto 1931    |
| Cinq-Mars-la-Pile |                                 | Centro-Valle della Loira | 18 ottobre 1931   |
| Meures            |                                 | Grande Est               | 31 luglio 1932    |
| Ajaccio           | località Vignola                | Corsica                  | 30 settembre 1933 |
| Pont-à-Mousson    | località Bois-le-Prêtre         | Grande Est               | 9 giugno 1935     |

Una replica di quella presente nell'isolotto di Guernic, fu inaugurata nel 1997 in località Fozo sul comune di Saint-Pierre-Quiberon.

## Il settimo monumento
Il settimo monumento dedicato ai caduti dell'Africa del nord nelle file dell'Esercito francese venne inaugurato nel quartiere di Kouba ad Algeri ed inaugurato in presenza del governatore generale dell'Algeria francese il 9 giugno 1935 Jules Carde, dopo essere stato gravemente vandalizzato nel 1974 venne ricostruito a Pont-à-Mousson e inaugurato ufficialmente l'11 luglio 1976.

## Galleria d'immagini

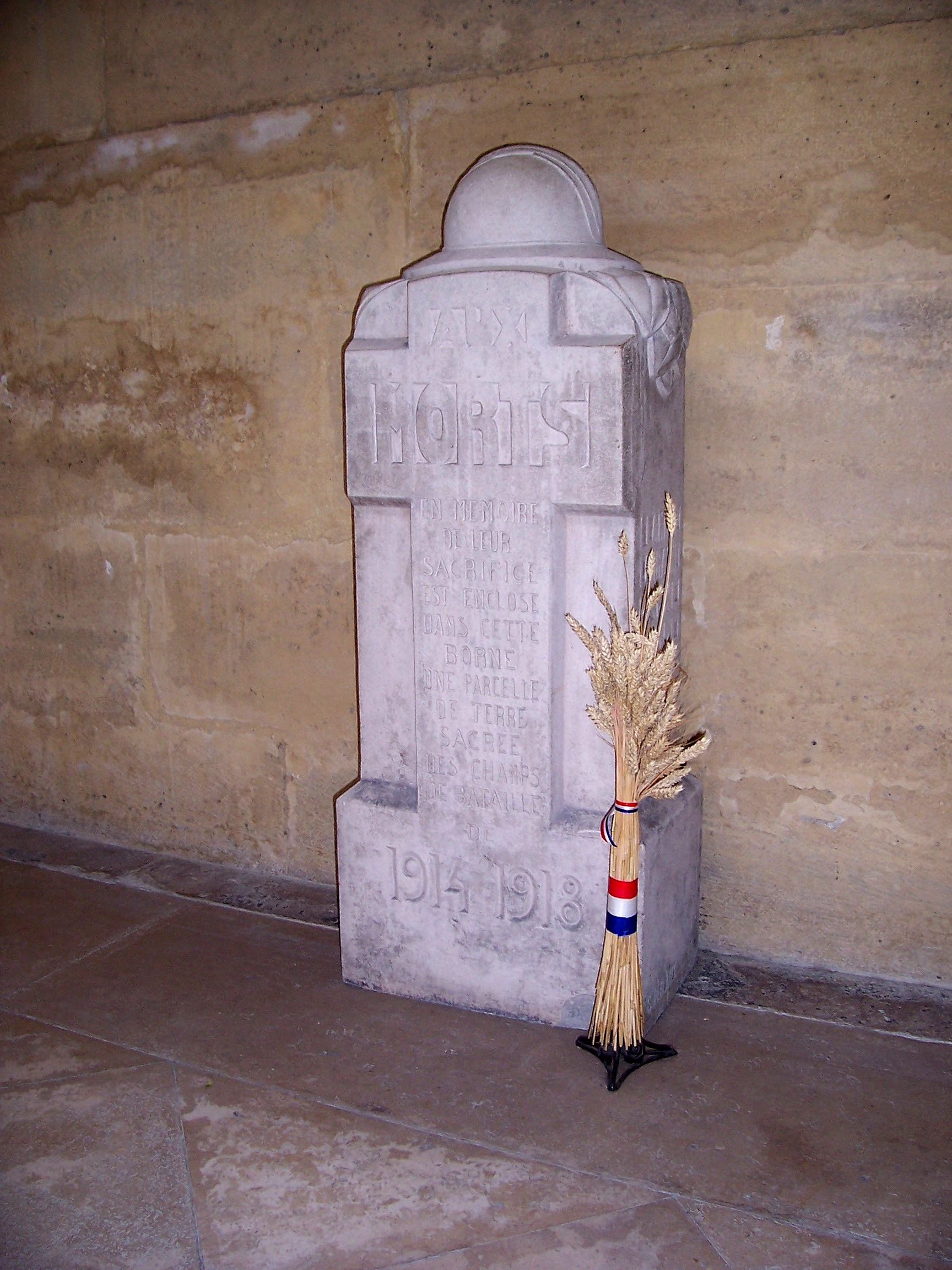
All'Hôtel des Invalides a Parigi.
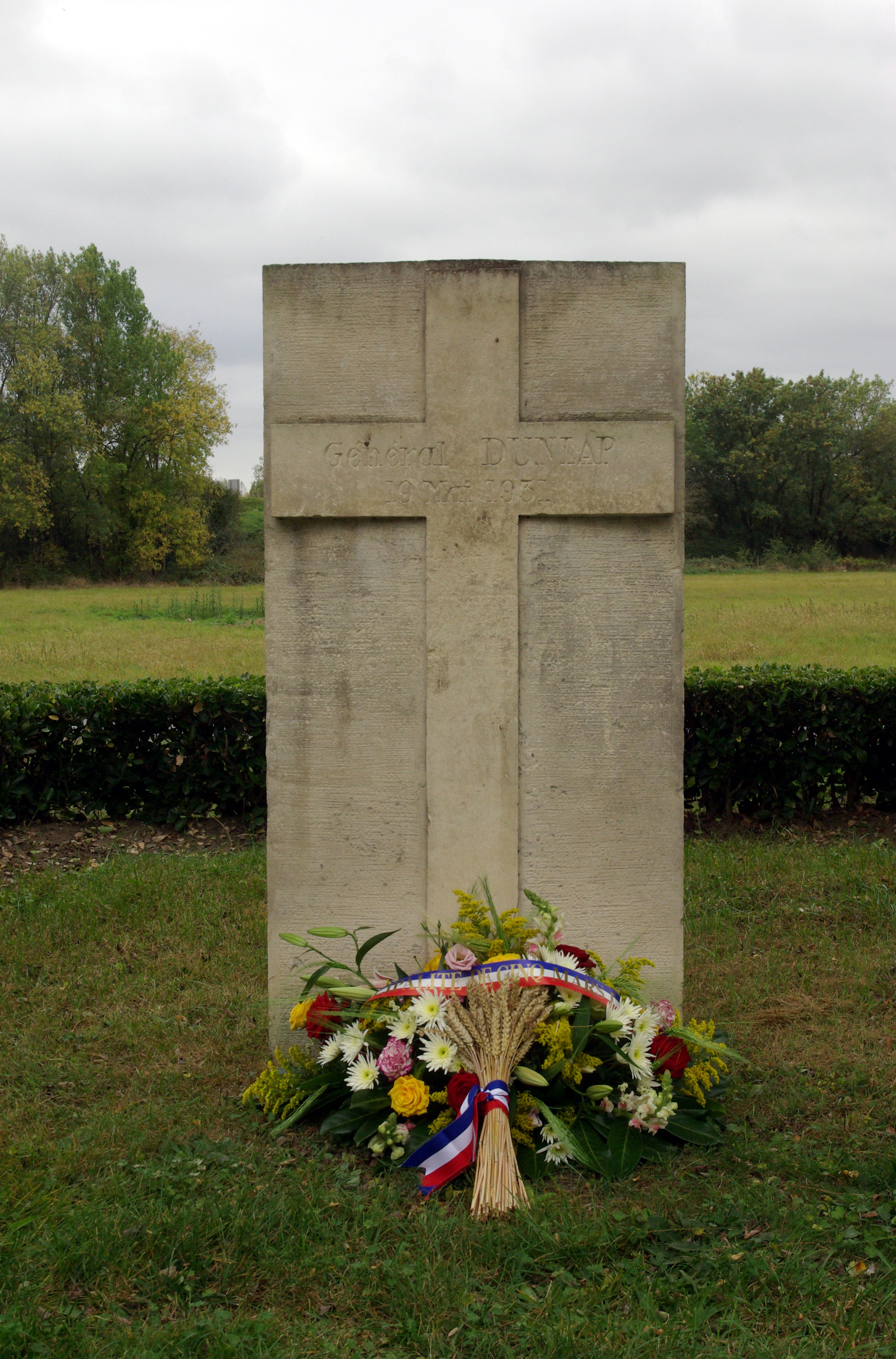
A Cinq-Mars-la-Pile in Indre e Loira.
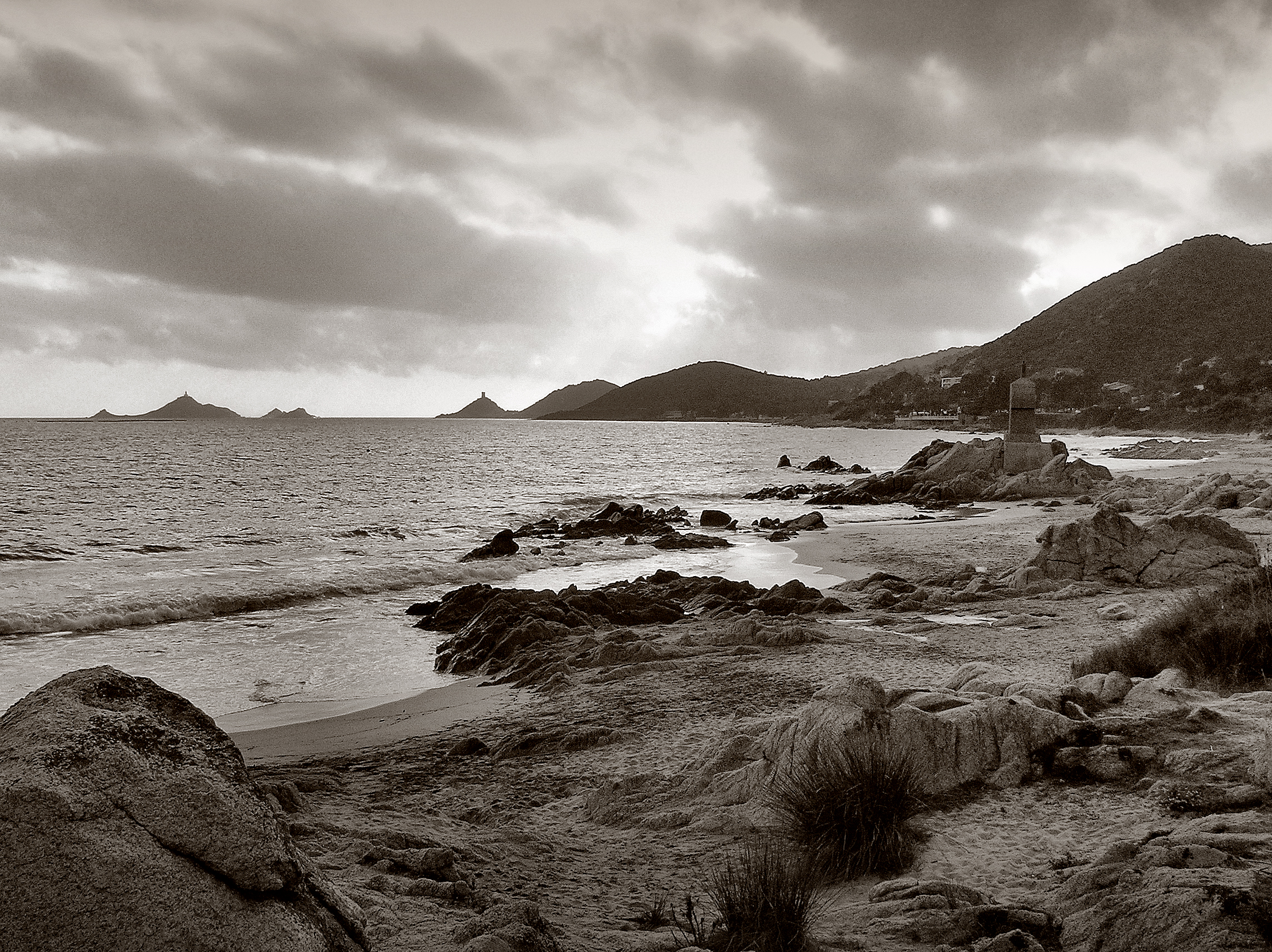
In frazione Vignola a Ajaccio sulla Plage de la Terre Sacrée in Corsica.